# Балка Широка (притока Кам'янки)

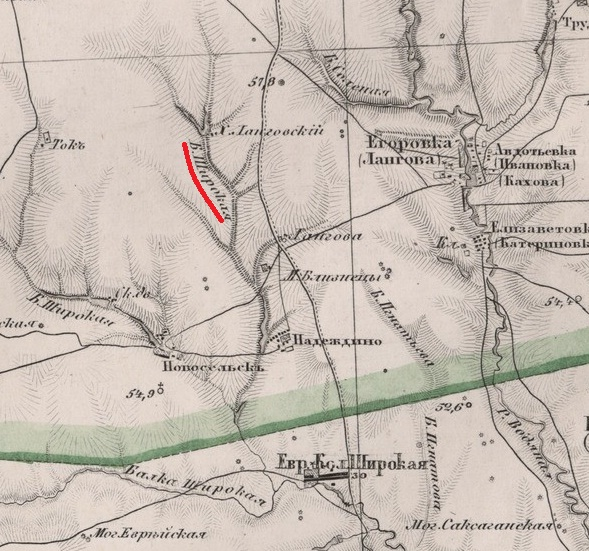
Балка Широка на карті XIX століття.
Зелена лінія — кордон між Херсонською та Катеринославською губерніями.

Балка Широка — річка в Україні, у Криворізькому районі Дніпропетровської області. Права притока Кам'янки (басейн Дніпра).

## Опис
Довжина річки 22 км, похил річки — 2,2 м/км. Площа басейну 143 км².

## Розташування
Бере початок у селі Романівка. Тече переважно на південний схід через Вільний Табір, Широке (колишнє Надєждіно), Новожитомир і у Злотоустівці впадає у річку Кам'янку, праву притоку Базавлука.
Річку перетинає автошлях Н11